# Apogon exostigma
Apogon exostigma är en fiskart som först beskrevs av Jordan och Starks, 1906.  Apogon exostigma ingår i släktet Apogon och familjen Apogonidae. Inga underarter finns listade i Catalogue of Life.

## Bildgalleri

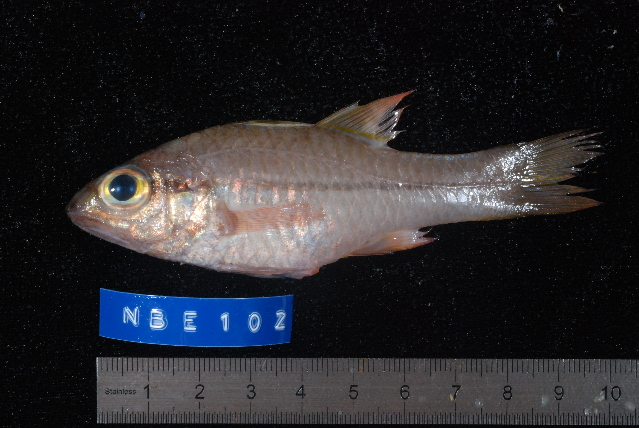